# Vostok 6
Vol conjoint avec Vostok 5, Vostok 6 a emmené la première femme dans l'espace, la cosmonaute soviétique Valentina Terechkova.

## Histoire
Ce fut une grande opération de communication de la part du directeur du programme spatial Sergueï Korolev permettant aux Soviétiques de devancer une nouvelle fois les Américains en envoyant la première femme dans l'espace (la seconde femme cosmonaute - soviétique elle aussi - ne volera que 19 ans plus tard). Les missions Vostok 5 et 6 sont très similaires aux 3 et 4. Vostok 6 permet d'apporter quelques données sur le comportement du corps féminin en apesanteur. Les missions sont écourtées en raison de quelques problèmes sur Vostok 5 initialement prévu pour une durée de huit jours.
Le programme Vostok prévoyait également un vol avec un équipage entièrement féminin de deux personnes, mais l'arrêt du programme après Vostok 5 et 6 empêcha la réalisation de cette mission.
Le module de retour est désormais exposé au RKK Energia Museum à Kalouga.

## Équipage
- Valentina Terechkova

Remplaçante
- Irina Soloviova[1]

## Paramètres de la mission
- Masse : 4 713 kg
- Périgée : 180 km
- Apogée : 231 km
- Inclinaison : 64,9°
- Période : 87,8 minutes
- Identifiant : Чайка (Tchaïka - « Mouette »)